# Spieletechnik
Unter Spieletechnik versteht man technische Dienstleistungen, die zur Funktion und zum Ablauf einer Fernsehshow, insbesondere einer Spielshow beitragen. Dazu zählen unter anderem Eingabegeräte, Kontrollmonitore, Fragen-Datenbank, Auswertung, OnAir-Grafik und das Operating während der Sendung. Die Spieletechnik fällt nicht unter die klassischen Ressorts wie Ton-, Licht- oder Bildtechnik.

## Aufgaben der Spieletechnik
Das Abfragen der Antwortknöpfe und der Reaktionsknöpfe (oft Buzzer genannt) gehörte in den Anfängen der Unterhaltungssendungen zu den wichtigsten Aufgaben der Spieletechnik. Weiterhin müssen in vielen Sendungen Leuchtflächen an den Kandidatenpulten in verschiedenen Farben angesteuert werden, je nachdem ob die Antwort richtig oder falsch war. Alle Aktionen der Kandidaten werden dokumentiert. Eine weitere Aufgabe der Spieletechnik ist es, dem TV-Zuschauer zum jeweils richtigen Zeitpunkt Fragen, Antworten oder den aktuellen Spielstand einzublenden.

## Entwicklungsgeschichte
Ende der 80er Jahre begannen die privaten Fernsehsender damit, tägliche Unterhaltungsformate auszustrahlen, bei denen die Kandidaten zumeist Geld gewinnen konnten. Durch Durchführung dieser Spiele wurde der Einsatz von Spieletechnik notwendig. Der Beginn dieser Gameshow-Ära, in der abhängig von der jeweiligen TV-Produktion bis zu 7 Sendungen pro Tag aufgezeichnet wurden, setze eine perfekt funktionierende Technik hinter den Kulissen voraus. Bereits minimale Verzögerungen – egal bei welchem Gewerk – können die täglichen Produktionsziele gefährden. Zum Erreichen der Produktionsziele sind daneben auch eine detaillierte inhaltliche Vorbereitung, eine logistisch ausgeklügelte Zuschauerbeschaffung und das zeitgerechte Kandidatencasting erforderlich. Jedoch auch lange vor dieser Zeit gab es bereits Unterhaltungssendungen im öffentlich-rechtlichen Fernsehen, die Spieltechnik benötigten, etwa Dalli Dalli im ZDF mit Moderator Hans Rosenthal, das 1971 erstmals auf Sendung ging.

## Aufgabenbereiche der Spieltechnik
Die Aktionsmöglichkeiten der Kandidaten gehen in modernen Spielshows über das einfache Drücken eines „Buzzers“ hinaus. Müssen beispielsweise mehrerer Kandidaten innerhalb eines Zeitfensters unter mehreren Antworten auswählen, so kommen zumeist Touchscreens in jedem Kandidatenpult zum Einsatz. Diese sind so in die Pulte der Kandidaten integriert, dass sie für die frontal abfilmenden Kameras unsichtbar sind. Die Kandidaten lesen von ihnen die vom Moderator für die Zuschauer verbal formulierte Frage nochmals nach und bekommen die Antwortmöglichkeiten angezeigt. Nun können sie die richtige Antwort auswählen, in dem sie diese am Bildschirm berühren.
Mit Touchscreens eröffnen sich vielerlei Möglichkeiten, da der Bildschirm je nach Anforderung und Spielinhalt programmiert werden kann: das Eintippen von Antworten, von Zahlenergebnissen (wie beispielsweise Schätzwerten) bis hin zu grafischen Aufgaben wie in der TV-Sendung Schlag den Raab: Dort müssen auf dem Touchscreen mittels Touchpen in eine leere Landkarte, die nur Umrisse eines Landes oder Kontinents zeigt, nach Aufforderung durch den Moderator Orte eingezeichnet werden mit dem Ziel, möglichst nahe der tatsächlichen Lage des Ortes zu kommen.